# ALLNET
Die ALLNET GmbH Computersysteme ist Hersteller und Distributor für Produkte im Bereich der Netzwerktechnik und Telekommunikation. Das Unternehmen produziert Produkte für den Home- und Officebereich sowie für größere Unternehmensstrukturen.

## Gründung und Unternehmensgeschichte

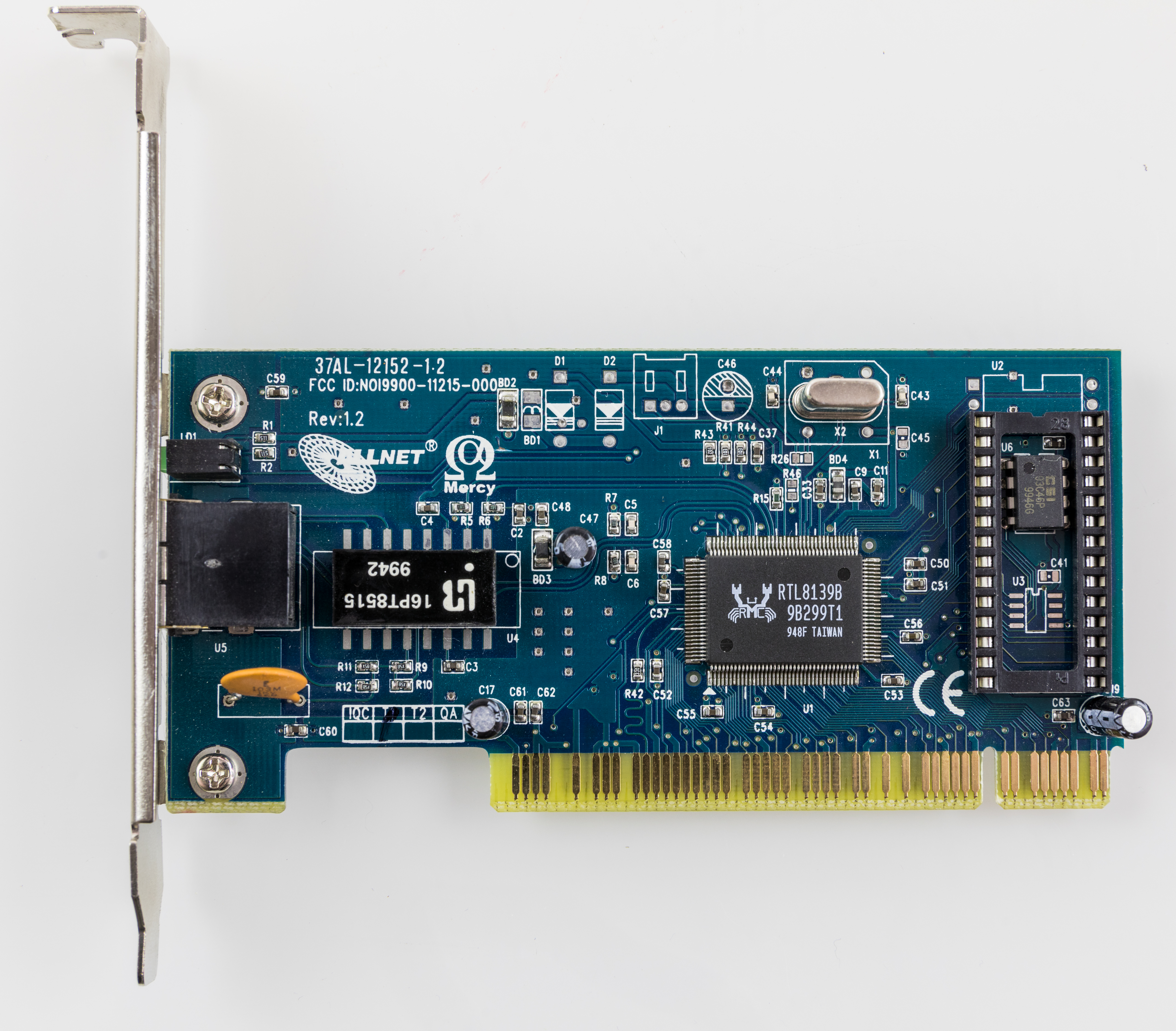
PCI-Netzwerkkarte ALLNET ALL0118, ca. 1999

Die ALLNET GmbH wurde 1991 von Wolfgang Marcus Bauer gegründet. Im Jahr 1992 begann das Unternehmen damit, eigene Produkte herzustellen. 1997 wurde das Unternehmen um eine eigene Telekommunikationsabteilung erweitert. In den Jahren 2001 und 2002 bringt das Unternehmen erste Zugangslösungen für DSL auf den Markt. Im Bereich Powerline bietet ALLNET seit 2003 eigene Produkte an. Im Frühjahr 2004 gründet das Unternehmen eine eigene Schulungsabteilung unter dem Namen 802.lab und bietet hier herstellerspezifische und herstellerunabhängige Schulungen an. Ebenfalls 2004, im Rahmen der CeBIT, stellt das Unternehmen erstmals eigene Produkte für den Bereich der Home Automation vor. Seit 2004 veranstaltet das Unternehmen außerdem eine Fachhandelstagung für IP-Telefonie. 2005 werden erstmals Produktlösungen für ADSL2+ vorgestellt. Im Jahr 2006 wurde das Unternehmen im Rahmen einer Fachhandelsstudie von ITK-Fachhändlern in Deutschland zum Channel Champion im Bereich VAD und Spezialdistributoren gewählt. Im Jahr 2008 erwirbt die ALLNET ein neues Logistikzentrum in Allershausen bei München mit einer Fläche von 16.000 Quadratmeter.

## Distributionsbereiche
Die Firma ALLNET distribuiert Hersteller aus folgenden Bereichen:
- Netzwerk
- Wireless
- UCC
- Videoüberwachung
- Informationssicherheit
- LED
- Messtechnik
- Maker

## Produkte
Die Firma ALLNET stellt Produkte, unter anderem aus folgenden Bereichen her:
- Router
- Switches
- Mess- und Steuertechnik
- SIP-Telefone
- WLAN
- Power-over-Ethernet
- Powerline
- NAS
- Netzwerkkameras
- Druckerserver
- Home-Automationsprodukte (Messen, Steuern & Regeln per IP)
- VDSL-2 Draht Übertragungstechnologie
- ADSL-Modems oder ADSL-Modem-Router-Kombinationen
- VDSL-Modems oder VDSL-Modem-Router-Kombinationen
- Unterbrechungsfreie Stromversorgungen (USV)
- KVM-Switches
- KVM-Splitter
- OpenWRT Lösungen

## Unternehmensstruktur
Die ALLNET GmbH hat ihren Hauptsitz in Deutschland. Sie unterhält weltweit folgende Niederlassungen und Verkaufsbüros (Stand 06/2020):
- ALLNET USA, Tampa, Florida
- ALLNET Austria (medea VertriebsgmbH), Villach, Österreich
- ALLNET Italia S.p.A., Bologna, Italien
- ALLNET France, via Logistikzentrum Deutschland
- ALLNET Spain, Carballo, Spanien
- ALLNET Hungary Kft, Berekfürdö, Ungarn
- ALLNET Sisteme S.R.L., Bukarest, Rumänien
- ALLNET ASIA INC, Jhubei City, Taiwan
- ALLNET Pacific Ltd., Taipei, Taiwan
- ALLNET China, Shenzhen, China

## Allnet vs. GPL
Der Rechtsstreit zwischen ALLNET und dem iptables/netfilter-Open-Source-Projekt wurde laut einer gemeinsamen Presseerklärung beigelegt. Darüber hinaus hat der ITK-Hersteller ALLNET eine signifikante Spende an die Free Software Foundation Europe und die Foundation of a Free Information Infrastructure überwiesen.
In ALLNET-Software wurde vom iptables-Projekt entwickelter Code für deren DSL- und WLAN-Router eingesetzt, ohne sich an die in der GNU General Public License (GPL) genannten Bedingungen zu halten.
ALLNET setzt seit einigen Jahren verstärkt auf Open-Source-Software und liefert die betreffenden Produkte mit den dazugehörigen GPL-Informationen und -Dokumenten aus.